# Кессі Нова
Ке́ссі Но́ва (англ. Kassi Nova; 18 лютого 1966, Туреччина) — американська порноакторка турецького походження.

## Біографія
Народилась 18 лютого 1966 року у Туреччині. З 1987 року в США увійшла в порноіндустрії, дебютувавши у фільмі «Hung Guns».
Знімалась у вкрай широкому діапазоні жанрів — від лесбійського та жорсткого порно до байкерських дівчат. Працювала з численними порностудіями, найвідомішими з яких є Antigua Classics, Gentlemen's Video, та Porn Star Legends. Усього до 1993 року знялась у понад 100 фільмах.
Після виходу з порноіндустрії про акторку нічого більше не було відомо.
Як вбачається, була культовою особистістю своїх років й суттєво вражала уяву аудиторії. У подальшому її ім'я численно згадувалось різними мовами ще протягом 25 років в еротичних контекстах, у жартах для підлітків та художніх творах, де її прирівнювали до Казанови.

## Вибрана фільмографія
| Назва                    | Студія                   | Рік  |
| ------------------------ | ------------------------ | ---- |
| Kink                     | VCA                      | 1988 |
| Butts Motel              | Executive Video          | 1988 |
| Bi-mistake               | Vivid                    | 1989 |
| Buttnicks                | Coast to Coast           | 1989 |
| Bad Mama Jama Busts Out  | Video Team               | 1989 |
| Backdoor Desires         | Gourmet Video Collection | 1990 |
| Backdoor to Hollywood 10 | Cinderella               | 1990 |
| Undressed for Success    | Venus 99                 | 1990 |
| Tit Tales 2              | Filmco Releasing         | 1991 |
| Titty Titty Bang Bang    | Filmco Releasing         | 1992 |